# Otto Kühn
Otto Kühn (* 30. April 1871 in Rochlitz; † nach 1934) war ein deutscher Politiker und sächsischer Innenminister (SPD, ASPD).

## Leben und Wirken
Otto Kühn besuchte die Volksschule sowie die Bürgerschule in Rochlitz und arbeitete danach als Zigarrenarbeiter. Von 1892 bis 1894 leistete er seinen Militärdienst beim Infanterieregiment 139 in Döbeln ab. 1900 bis 1909 war er Buchhalter beim Konsumverein Dresden-Pieschen und 1909 bis 1912 Buchhalter im Verlag der Dresdner Volkszeitung.
Er trat 1889 KLühn SPD bei und war März 1912 bis Mai 1920 Bezirksparteisekretär für Ostsachsen mit Sitz in Dresden. Mindestens 1914 bis 1917 war er Mitglied des zentralen SPD-Parteiausschusses und 1919 der zentralen SPD-Organisationskommission. Von 1907 bis 1922 war Kühn Stadtverordneter in Dresden und dort einer der aktivsten Vertreter seiner Partei. Dort war er Mitglied des Vorstands und des Rechtsausschusses. Nach 1918 war er Mitglied im Hauptausschuss des Deutschen Städtetages und im Verwaltungsrat der Lingner-Stiftung. Er war Vorstandsmitglied des Deutschen Hygienemuseums.
Von 1919 bis 1926 war Kühn drei Wahlperioden lang Abgeordneter der Sächsischen Volkskammer bzw. des Sächsischen Landtags. 1919 bis 1920 war er stellvertretender Sekretär der Volkskammer.
Von Mai 1920 bis Dezember 1920 amtierte Kühn als sächsischer Innenminister. 1922 bis 1924 war er Amtshauptmann in Großenhain (Sachsen) und 1924 bis 1931 Polizeipräsident in Dresden. Am 1. Oktober 1931 ist Kühn auf eigenen Antrag aus Gesundheitsgründen in den Ruhestand getreten.
Bei der Spaltung der sächsischen SPD gehörte er zu den Unterstützern von Ministerpräsident Max Heldt, wurde aus der SPD ausgeschlossen und trat der ASPD bei. 1928 war er Mitglied der zentralen ASP-Programmkommission.
Über sein weiteres Leben nach 1934 ist nichts bekannt.

## Veröffentlichungen
- Erinnerungen aus sozialistengesetzlicher Zeit Dresdens. Dresden ca. 1900.